# Jordy van de Corput
Jordy van de Corput (Rotterdam, 25 april 1989) is een Nederlands voormalig voetballer die speelde als doelman. Tussen 2008 en 2022 was hij actief voor FC Den Bosch, FC Dordrecht, ASWH, Launceston City, Džiugas, Pakruojis en Akmene.

## Clubcarrière
Van de Corput begon zijn carrière bij FC Utrecht, waar de doelman in de jeugdopleiding speelde. In 2008 verkaste hij naar FC Den Bosch, waar hij derde doelman werd achter Niki Mäenpää en Brahim Zaari. Op 27 maart 2009 maakte hij door interlandverplichtingen van die twee onder coach Fred van der Hoorn zijn debuut voor de club, tijdens een 1-0-nederlaag tegen FC Zwolle. Na dat seizoen vertrok de jonge doelverdediger naar FC Dordrecht, waar hij voor één jaar tekende en Tristan Peersman verving.
In het seizoen 2009/10 speelde hij echter geen enkel duel en in de zomer van 2010 vertrok hij naar de amateurs van ASWH. Hij werd in zijn eerste seizoen en in zijn derde seizoen verkozen tot Speler van het Jaar en het seizoen ertussen werd hij tweede achter Mels van Driel. In 2013 verliet hij ASWH 'om persoonlijke redenen'. Hij vervolgde zijn loopbaan in Australië bij Launceston City FC in de Victory League.
Van de Corput ging in 2016 in Litouwen in de 1 Lyga voor FC Džiugas spelen. In 2017 speelt hij op hetzelfde niveau voor Pakruojis FC. Eind 2018 ging hij in Litouwen op het hoogste niveau zaalvoetbal spelen bij FK Akmenė. In het seizoen 2019 komt hij wederom uit voor Pakruojis. Eind 2019 speelde hij wederom in de zaal voor Akmenė. In januari 2022 zette Van de Corput op tweeëndertigjarige leeftijd een punt achter zijn actieve loopbaan.